# Fritz Reu
Fritz Reu (* 23. März 1911 in Fürth; † 19. September 1944) war ein deutscher Rechtswissenschaftler.
Reu studierte Rechtswissenschaft und war anschließend an den Universitäten in München und Breslau tätig. Er galt als nationalsozialistisch ausgerichteter Zivilrechtler, der sich mit Rechtsvergleichung beschäftigte. Er wurde in München 1934 promoviert und habilitierte sich dort 1938. Seit 1939 lehrte er als Professor an der Universität Breslau. Von dort wechselte er 1940 an die Reichsuniversität Posen, an der er das Institut für Ostrecht gründete und leitete.

## Schriften (Auswahl)
- Die Unmöglichkeit der Leistung im anglo-amerikanischen Recht. Eine rechtsvergleichende Studie (= Abhandlungen aus dem gesamten Handelsrecht, Bürgerlichen Recht und Konkursrecht. Heft 4), Enke, Stuttgart 1935 (zugleich: jur. Diss., Univ. München, 1934).
- Die staatliche Zuständigkeit im internationalen Privatrecht. Landes- und völkerrechtliche Forschungen zum internationalen Recht des Zivilprozesses, Strafprozesses, der Verwaltung und der freiwilligen Gerichtsbarkeit (= Arbeiten zum Handels-, Gewerbe- und Landwirtschaftsrecht, Bd. 77), Elwert, Marburg 1938 (zugleich: Habil.-Schrift, Univ. München 1938); Nachdruck, Keip, Frankfurt am Main 1970.
- Anwendung fremden Rechts. Eine Einführung (= Rechtswissenschaftliche Grundrisse), Junker u. Dünnhaupt, Berlin 1938.